# پرورش برنج-اردک

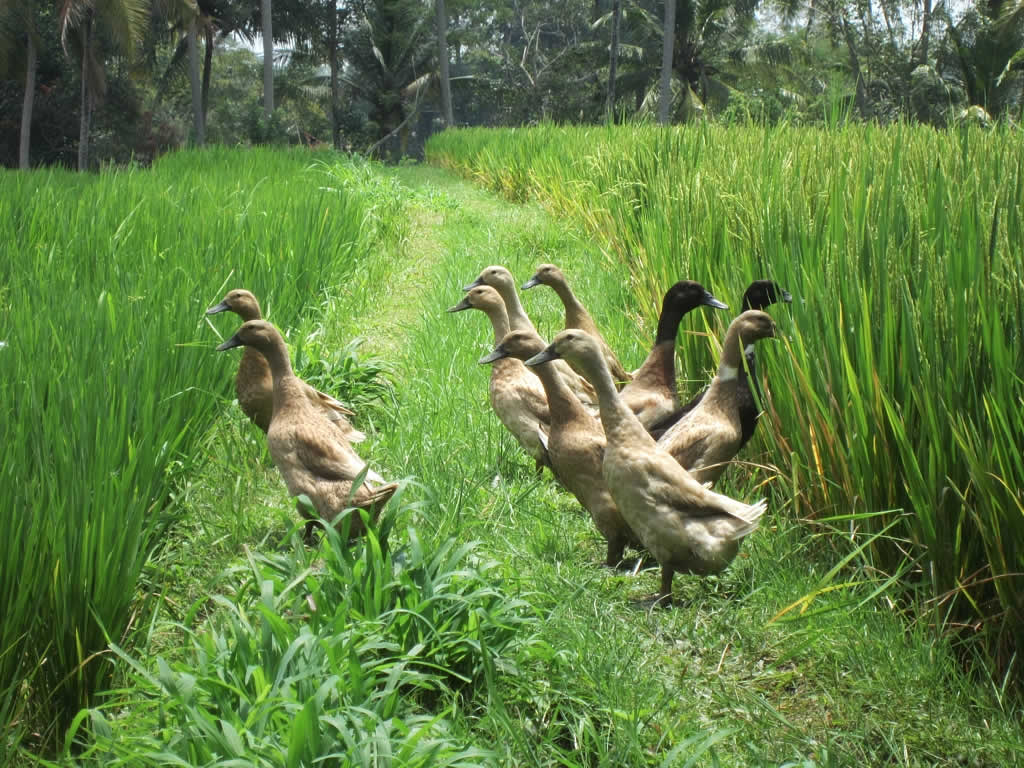
اردک‌هایی که دسترسی رایگان به شالیزارهای برنج در بالی، اندونزی دارند، درآمد بیشتری را فراهم می‌کنند و مزارع را کود می‌دهند و نیاز به کود را کاهش می‌دهند.

پرورش برنج-اردک (به انگلیسی: Rice-duck farming) روش چندکشتی پرورش اردک و همچنین کشت برنج در همان زمین است. سده‌هاست که در کشورهای آسیایی از جمله چین، اندونزی و فیلیپین به شکل‌های مختلف وجود داشته‌است و گاهی ماهی‌ها را نیز درگیر می‌کند. این روش بسیار سودمند است چراکه اردک و برنج هم‌افزایی دارند؛ که یعنی اردک با خوردن علف‌های هرز و آفات و نیز کوددهی به برنج سود می‌رساند، مزارع شالیزار نیز مواد غذایی مورد نیاز اردک را تامین می‌کند.

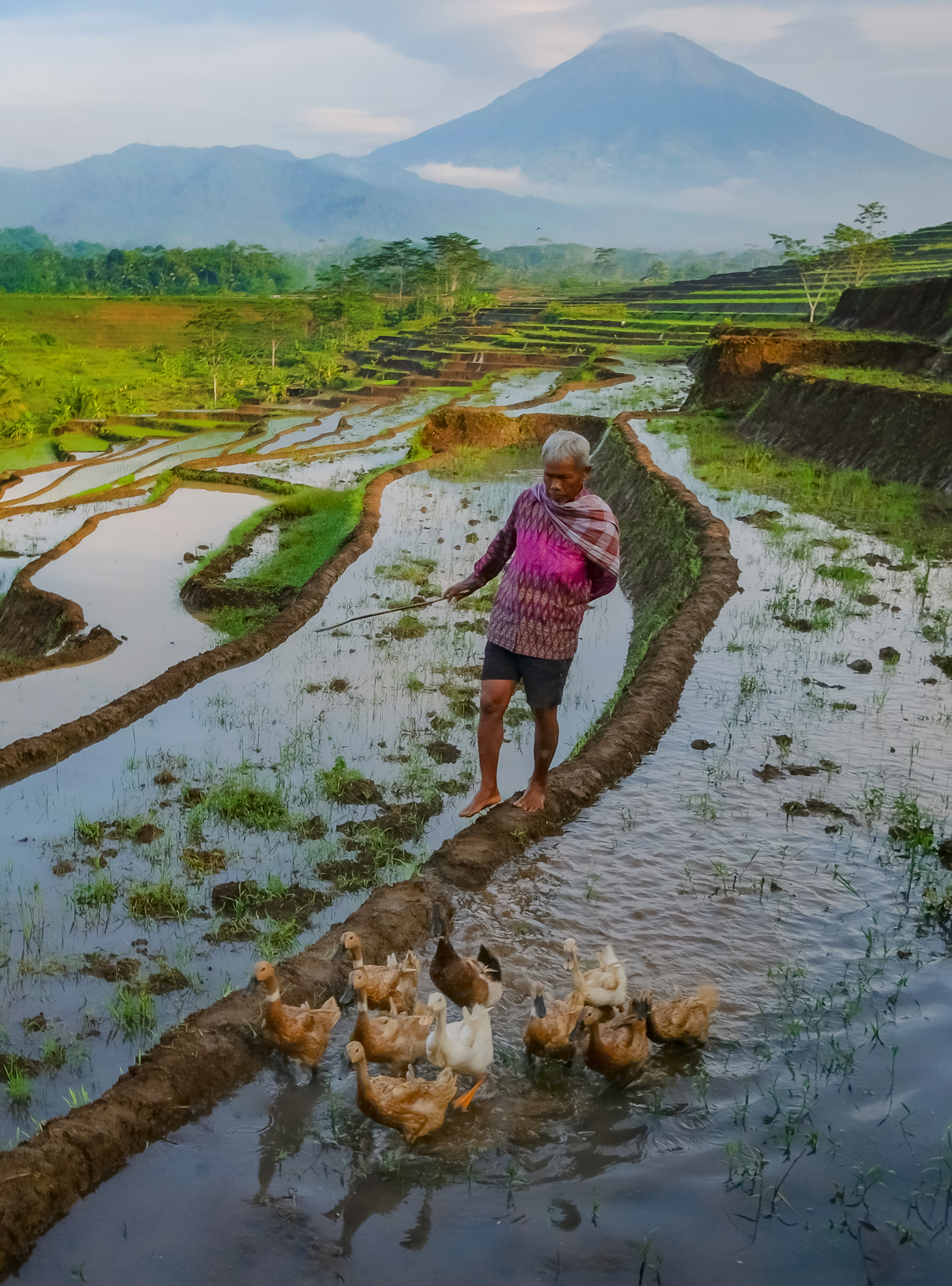
کشاورز اردک‌های خود را در مزارع برنج نگندروساری، کاجوران، ماگلانگ، جاوه مرکزی می‌چراند.

| رویکرد                | محل                                                | زمان                                          | جلوه‌ها | محدودیت‌ها |
| --------------------- | -------------------------------------------------- | --------------------------------------------- | --- | --- |
| پرورش اردک            | در سراسر مناطق گرمسیری و نیمه‌گرمسیری آسیا رایج است | بعد از برداشت                                 | چندکشتی نیست. اردک‌ها پس از برداشت برنج، از دانه‌های ریخته‌شدهٔ برنج و کرم خاکی تغذیه می‌کنند.                  | فصلی |
| برنج-اردک             | چین، مالزی، کره جنوبی، ویتنام و غیره               | در حالی که برنج در حال رشد است                | اردک‌ها، آفات کوچک محصول را می‌خورند. آنها آب را هم می‌زنند، علف‌های هرز را محدود می‌کنند و برنج را کود می‌دهند. | سطح باید یکنواخت باشد. عمق آب باید برای اردک‌ها مناسب باشد. اردک‌های جوان بهترین کارکرد را دارند، زیرا نوک برگ برنج را نمی‌خورند. |
| برنج-ماهی-اردک        | چین                                                | ماهی‌هایی که در تراس‌های برنج پرورش داده می‌شوند | اردک‌ها و ماهی‌ها هم خوب رشد می‌کنند و هم آفات را از بین می‌برند، مدفوع اردک و ماهی کود خوبی برای برنج است.    | وجود ماهی استفاده از آفت کش‌ها را محدود می‌کند.                                                                                  |
| برنج-ماهی-اردک- آزولا | اندونزی                                            | در حالی که برنج در حال رشد است                | اردک‌ها و ماهی‌ها هم خوب رشد می‌کنند و هم آفات را از بین می‌برند، مدفوع اردک و ماهی کود خوبی برای برنج است.    | گله اردک یا فنس‌گذاری مورد نیاز است.                                                                                            |